# Iván Hernández Soto
Iván Hernández Soto, (nascut el 22 de febrer de 1980 a Madrid), és un exfutbolista que va jugar com a darrer equip a l'Sporting de Gijón.